# Gérmas
Gérmas (Germas) är en ort i Grekland.   Den ligger i prefekturen Nomós Kastoriás och regionen Västra Makedonien, i den norra delen av landet, 300 km nordväst om huvudstaden Aten. Gérmas ligger 774 meter över havet och antalet invånare är 560.
Terrängen runt Gérmas är kuperad. Runt Gérmas är det ganska glesbefolkat, med 23 invånare per kvadratkilometer. Närmaste större samhälle är Árgos Orestikó, 14,4 km väster om Gérmas. Omgivningarna runt Gérmas är en mosaik av jordbruksmark och naturlig växtlighet.